# Depresiunea Getică
Depresiunea Getică este o structură geo-morfologică situată la sud de Carpați. Formal este o unitate tectonică, ce cuprinde zona colinară a regiunii dintre valea Dâmboviței și cea a Dunării. 

## Geneză
S-a format în urma mișcărilor larmice de la sfârșitul cretacicului, a funcționat ca o arie de sedimentare de la începutul paleogenului până la cuaternar, când a fost colmatată și ușor înălțată, ca urmare a ridicării zonei cristalino-mezozoice a masivelor muntoase din Carpații Meridionali, cînd în fața acestora s-a format o depresiune premontană cu rol de avanfosă, care a funcționat în paleogen și neogen. Fundamentul acesteia este constituit din formațiuni cristaline de tip carpatic, scufundate la mii de metri. În sud se delimitează față de fundamentul Platformei Moesice prin falia pericarpatică. Sedimentul care o acoperă, reprezentat prin depozite de molasă, aparține intervalului paleogen-cuaternal inferior; la zi apărând doar formațiunile piemontane levantin-cuaternale alcătuite din argile, nisipuri și pietrișuri cu structură fluvio-torențială, acoperite și ele de depozite loessoide (luturi nisipoase).

## Resurse naturale
Depresiunea Getică este bogată în resurse energetice, în anii 1970 în urma prospecțiunilor seismice au fost descoperite ”unele structuri petrolifere si gazefere”.